# San
|  | Aquest article tracta sobre el poble africà. Vegeu-ne altres significats a «san (desambiguació)». |

San, khoisan, basarawa o boiximans (de l'afrikaans, boschjesman, 'home del bosc'), són denominacions genèriques que s'apliquen a diversos pobles africans tradicionalment caçadors-recol·lectors, que parlen alguna de les llengües khoisànides, caracteritzades per incorporar sons d'esclafit o clics.
No constituïxen, doncs, un únic grup, sinó diversos pobles distints, molt relacionats amb els khoikhoi i agrupats amb ells com a khoisan. Segons càlculs recents, són almenys 95.000 persones: 40.000 a Botswana, 33.000 a Namíbia, 8.000 a Angola, 7.500 a la República de Sud-àfrica, 1.500 a Zàmbia i 500 a Zimbàbue.
També la seva cultura material es considera directament emparentada amb les primeres restes atribuïdes a humanes modernes.
El govern de Botswana no és el primer a implementar polítiques i sistemes que afecten els basarwa san. Durant 2000 anys, els bantú-parlants (grangers i pastors) i els europeus han influït en els sant-parlants (boiximans) del sud d'Àfrica.

## Història

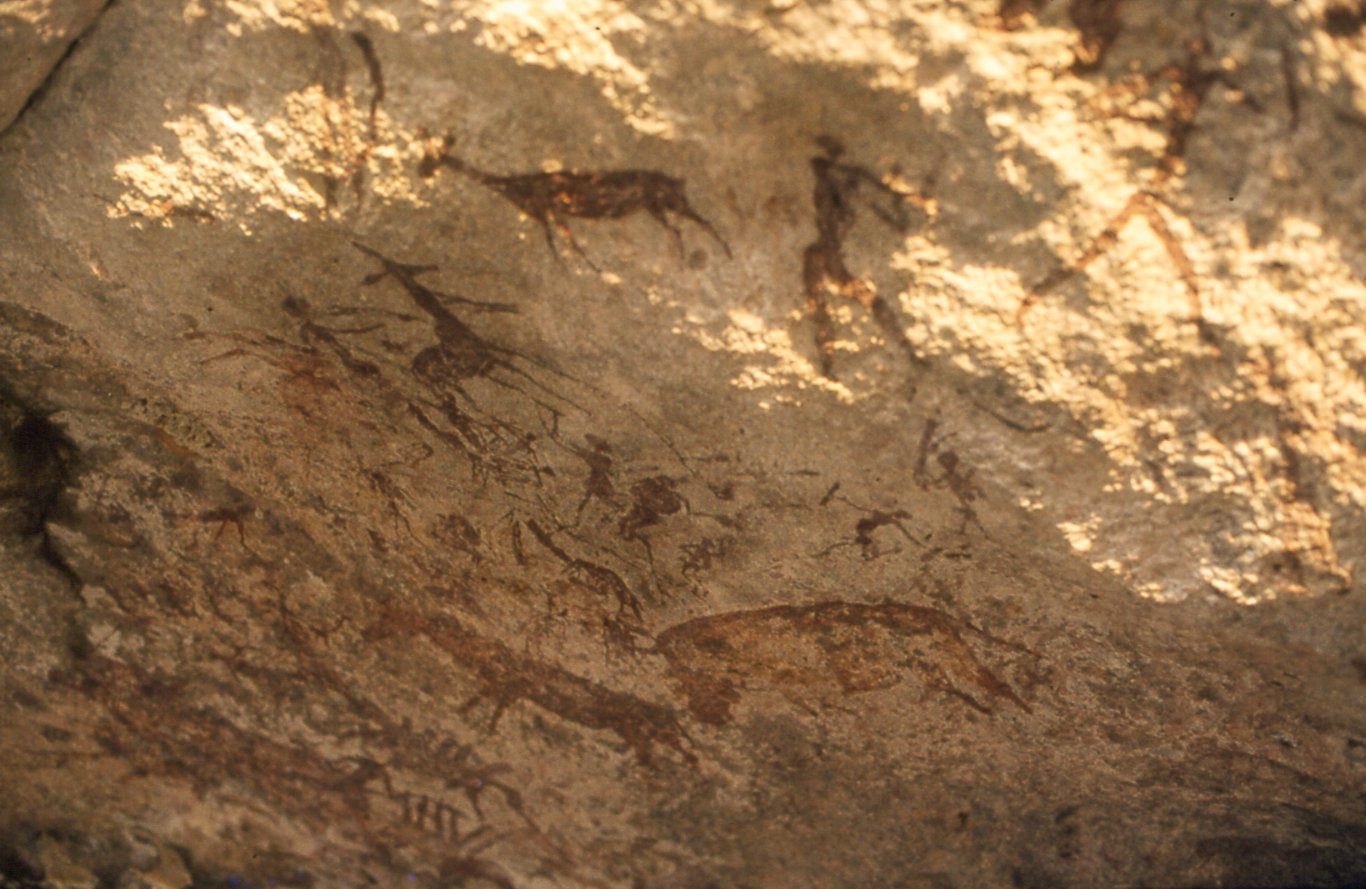
Pintures antigues san vora Murewa (Zimbàbue)

Els seus avantpassats ocupaven un extens territori, la totalitat de l'Àfrica austral, però van ser-ne desplaçats des de fa 1.500 anys pels bantu i posteriorment delmats o sotmesos a treballs pels invasors holandesos, alemanys i anglesos. A començament del segle xix, els boiximans àdhuc mantenien una de les més extenses xarxes comercials de l'època precolonial, que s'estenia a través del Kalahari. No tots vivien només de la caça i la recol·lecció. A Tsumeb, un grup controlava una de les mines de coure més riques d'Àfrica.
La colonització europea va resultar per a tots un desastre. Actualment, se'ls continua pressionant a abandonar els seus territoris, fins i tot els "parcs", dels quals són expulsats. Per exemple, des dels anys 80, el govern de Botswana ha tractat per tots els mitjans de desallotjar els aproximadament 1.500 boiximans que viuen a la Reserva de Caça del Kalahari Central i traslladar-los a assentaments, per deixar via lliure a la conservació ambiental, el turisme i l'extracció de diamants.
La major part del conjunt de pobles coneguts com a boiximans viu dispersa en el desert del Kalahari, al sud d'Àfrica, escampats en una àrea de més de 500.000 km². Fora del Kalahari, alguns grups de boiximans sobreviuen al sud d'Angola, als pantans d'Okavango del nord de Bostwana, i a Botswana oriental i occidental. Quatre mil boiximans van ser traslladats des de Namíbia a la República de Sud-àfrica per l'exèrcit d'aquest estat, que el 1993 va traspassar les seves responsabilitats respecte a ells a una fundació que en gran manera els controla.

## Idiomes

Mapa d'Àfrica amb les diferents llengües del continent.

Entre les llengües boiximanes, es destaquen la !kung, kung ekola o !xu, parlada per 5.000 persones a Namíbia i Angola; la kung gogabis o kaukau, parlada per 3.000 persones a Namíbia, i la kung tsumkwe o dj.'oasi, parlada per 3.000 persones a Namíbia i Angola; la /hua-owani, parlada per 1.000 persones al sud de Botswana; i la san, amb 16.000 parlants a Namíbia. Els esclafits són característics de les llengües de la família khoisan, algunes de les quals en tenen fins a 80 tipus diferents. Concretament, el 70 per cent de les paraules comencen amb un esclafit, que es divideixen en ingressius quan l'aire entra en la boca i egressius quan surt de la boca. Hi ha esclafits bilabials, per exemple un d'ingressiu que sona com un petó i d'altres que es realitzen amb la llengua, dentals, alveolars, laterals i palatals. Es representen en escriptura per signes com ≠ ! o //.
Segons estudis genètics recents, és possible que hi hagi una connexió entre la llengua dels sant o boiximans i la dels pigmeus, que a l'origen també podria haver contingut aquests peculiars espetecs.

## Forma de vida
Se sap bastant sobre la vida tradicional dels boiximans, perquè ha estat un dels pobles més estudiats. Tradicionalment, han subsistit mitjançant la caça d'antílops i altres animals i la recol·lecció de fruits, llavors i tubercles del bosc i del desert. No obstant això, l'espoli territorial i la imposició de servituds han obligat la majoria a modificar la seva forma de vida.
Molta gent continua pensant en els boiximans actuals com a caçadors que encara viuen a l'edat de pedra, errant lliurement en els espais oberts. Però aquesta és una idea lluny de la realitat actual. Gairebé no existeixen boiximans avui dia que visquin tan sols de la cacera i la recol·lecció (encara que molts segueixen practicant aquestes activitats com una font complementària d'aliments), i la majoria viuen com a pastors, treballant de franc, pels aliments o per salaris mínims com a jornalers, criats o en assentaments del govern. Gran part dels boiximans actuals no tenen terres i s'han convertit en gent pobra. Alguns estan buscant noves maneres de viure com a agricultors i ramaders a la terra que els queda, alhora que continuen caçant quan en tenen oportunitat. Un grup d'ells a Namíbia va formar la Cooperativa de Grangers Nyae Nyae (NNFC), que rep suport de la Fundació per al Desenvolupament Boiximà Ju/Hoansi.

Un san fent foc

## Organització contemporània
En el passat, la descentralització i flexibilitat de la seva societat va ajudar els boiximans a evitar ser conquerits i controlats. Però, al mateix temps, va dificultar que exercissin pressió per a defensar els seus drets. Això facilità que les autoritats sud-africanes de Namíbia els confinessin al bantustan de Bushmanland el 1970. Ara poden defensar-se millor amb organitzacions com la NNFC o com els Primers Pobles del Kalahari a Bostwana. En les dues primeres conferències sobre Desenvolupament per als Pobles San d'Àfrica el 1992 i 1993, les delegacions boiximanes de Namíbia i Bostwana van fer sentir les seves exigències, però la violació dels seus drets continua.

### Declaració
"Quan algú diu, "vosaltres els boiximans no teniu govern", nosaltres els diem que els nostres més llunyans avantpassats de fa molt de temps tenien un govern i era un carbó lluent del foc del lloc on havíem estat vivint i l'usàvem per a encendre el foc del nou lloc al qual anàvem. Així, que jo dic: No ens vulgueu detenir, volem seguir avançant, tenim el nostre propi discurs." Di//cao, Oma, dona boiximana de Nyae Nyae, Namíbia.

## Persones notables de la cultura San

### ǃKung
- Nǃxau ǂToma
- Royal ǀUiǀoǀoo

### Gǁana
- Roy Sesana

### ǀXam
- ǁKabbo
- ǃKweiten-ta-ǁKen

### Nǁnǂe
- Elsie Vaalbooi

### Naro
- Cgʼose Ntcoxʼo
- Coexʼae Qgam

### ǂKhomani
- Dawid Kruiper